# Глубокое погружение (фильм, 2020)
«Глубокое погружение» (также «Ломая поверхность», англ. Breaking Surface) — художественный фильм шведского кинорежиссёра Йоахима Хедена, вышедший в 2020 году и рассказывающий о двух сёстрах, попавших в беду во время дайвинга.
Съёмки проходили в Бельгии, Норвегии и в шведских городах Стрёмстад и Гётеборг. Премьера фильма состоялась в Швеции 14 февраля 2020 года.
В 2023 году был снят англоязычный ремейк фильма.

## Сюжет
Действие происходит в Норвегии. Сводные сёстры Ида и Тува с детства занимались подводным плаванием, как и их мать, дайвер Анна. Однажды в детстве, когда сёстры плавали вместе, Тува чуть не погибла, из-за чего Ида до сих пор чувствует свою вину. Прошли годы, Ида замужем, у неё двое детей, но её брак постепенно распадается. Тува стала дайвером и в порту занимается проверкой и очисткой лопастей корабельных винтов. Рождество сёстры традиционно проводят с матерью, и в этот раз они обе также приезжают к Анне, чтобы отметить праздник совместным подводным погружением на Лофотенских островах. Однако у Анны сильный кашель, и она остаётся дома, так что сёстры едут на место погружения вдвоём, в компании собаки.
Они прибывают в пустынное место, где им никто не может помешать. Перед самым погружением со скалы, под которой лежат их вещи, падают камни, и сёстры подвигают вещи ближе к каменной стене. Погрузившись, Тува показывает Иде подводные лабиринты, которые они когда-то исследовали с Анной. Однако вновь начинается камнепад, и ногу Тувы на глубине нескольких десятков метров придавливает ко дну огромный валун. Ида выплывает наверх, чтобы взять для Тувы дополнительные баллоны с кислородом и вызвать помощь, но оказывается, что все их вещи завалило камнями. Она не может достать из машины домкрат, потому что багажник заклинило. Над ущельем пролетает лёгкий самолёт, и Ида машет ему, но не уверена, что её увидели. Она спускается к Туве с баллонами кислорода из машины, после чего решает искать помощь в домике, расположенном, согласно карте, примерно в километре от них. Там никого не оказывается, кроме собаки, которая нападает на Иду, так что ей приходится убить животное. Вернувшись к машине, ей удаётся взломать багажник, но домкрата там нет — видимо, он остался под машиной, которую сёстры помогали починить по пути сюда. Ида делает попытку поднять камень деревянным столбиком, используемым в качестве рычага, но тот быстро ломается.
В итоге Туву удаётся освободить, положив под камень жилет и накачивая его расширяющимся герметиком, который Ида нашла в машине. Но Иде становится плохо из-за неоднократного быстрого погружения и всплытия. Тува вытаскивает потерявшую сознание сестру на берег. Уже в темноте над ними показываются огни вертолёта. Ида, не подававшая до этого признаков жизни, открывает глаза.

## В ролях
- Муа Гаммель — Ида
  - Има Дженни Холлберг — Ида в юности
- Мадлен Мартин — Тува
  - Ингрид Петтерсен — Тува в юности
- Трина Вигген — Анна
- Майя Сёдерстрем — дочь Иды
- Олле Виренхед — муж Иды

## Отзывы
Фильм получил положительные отзывы — так, на Rotten Tomatoes у него 100 % одобрительных оценок по отзывам 7 критиков.
Рецензент Film.ru, поставив фильму 7 из 10 баллов, отметил, что «Глубокое погружение» — «очень красивый фильм», в котором замечательно передан «безупречный заснеженный скандинавский ландшафт». В качестве «единственного, но существенного минуса фильма» он отметил «концентрацию кошмарных приключений, выпавших на долю сестёр» — она «такова, что можно устать от эмоций».
Фильм сравнивали с такими картинами о выживании, как «127 часов» и «Синяя бездна».

## Ремейк
В 2023 году вышел англоязычный ремейк картины под названием «Подводный капкан» (англ. The Dive), главные роли исполнили Луиза Краузе и Софи Лоу. В отличие от оригинального фильма, ремейк получил низкие оценки критиков.